# Битва при Зэнтере
Битва при Зэнтере (иногда при «Вайна-Дага», что в переводе с амхарского значит «виноградные холмы») — битва, произошедшая на территории Эфиопии, восточнее озера Тана, 21 февраля 1543 года.
Португальская колониальная империя, находившаяся в состоянии вооружённого противостояния с Османской империей по поводу контроля над индоокеанским мореходством, была намерена не допустить усиления мусульманского присутствия в регионе и поддержать христианскую Эфиопию в противостоянии с дружественным османам государством Адал.
При Зэнтере соединённая эфиопско-португальская армия под командованием молодого императора Клавдия разгромила мусульманское войско, возглавляемое имамом Ахмедом ибн Ибрагимом аль-Гази (Ахмедом Граном), султаном Адала. Во время битвы Ахмед был убит португальским аркебузиром, прорвавшимся вглубь рядов противника. Увидев, что их правитель мёртв, мусульманские воины обратились в бегство и их боевой порядок развалился. Император Эфиопии высоко оценил военное мастерство португальских солдат, заявив, что «пятьдесят португальцев в бою стоят тысячи местных воинов».
Супруга Ахмеда ибн Ибрагима аль-Гази, Бати дель Вамбара сумела вместе с сорока воинами бежать с поля боя, однако сын Ахмеда был взят в плен и позднее обменян на находившегося в заключении в Адале брата императора Клавдия, Минаса.